# Ana Paula Valadão
Ana Paula Valadão, all'anagrafe Ana Paula Machado Valadão Bessa (Belo Horizonte, 16 maggio 1976), è una cantautrice brasiliana.

## Biografia

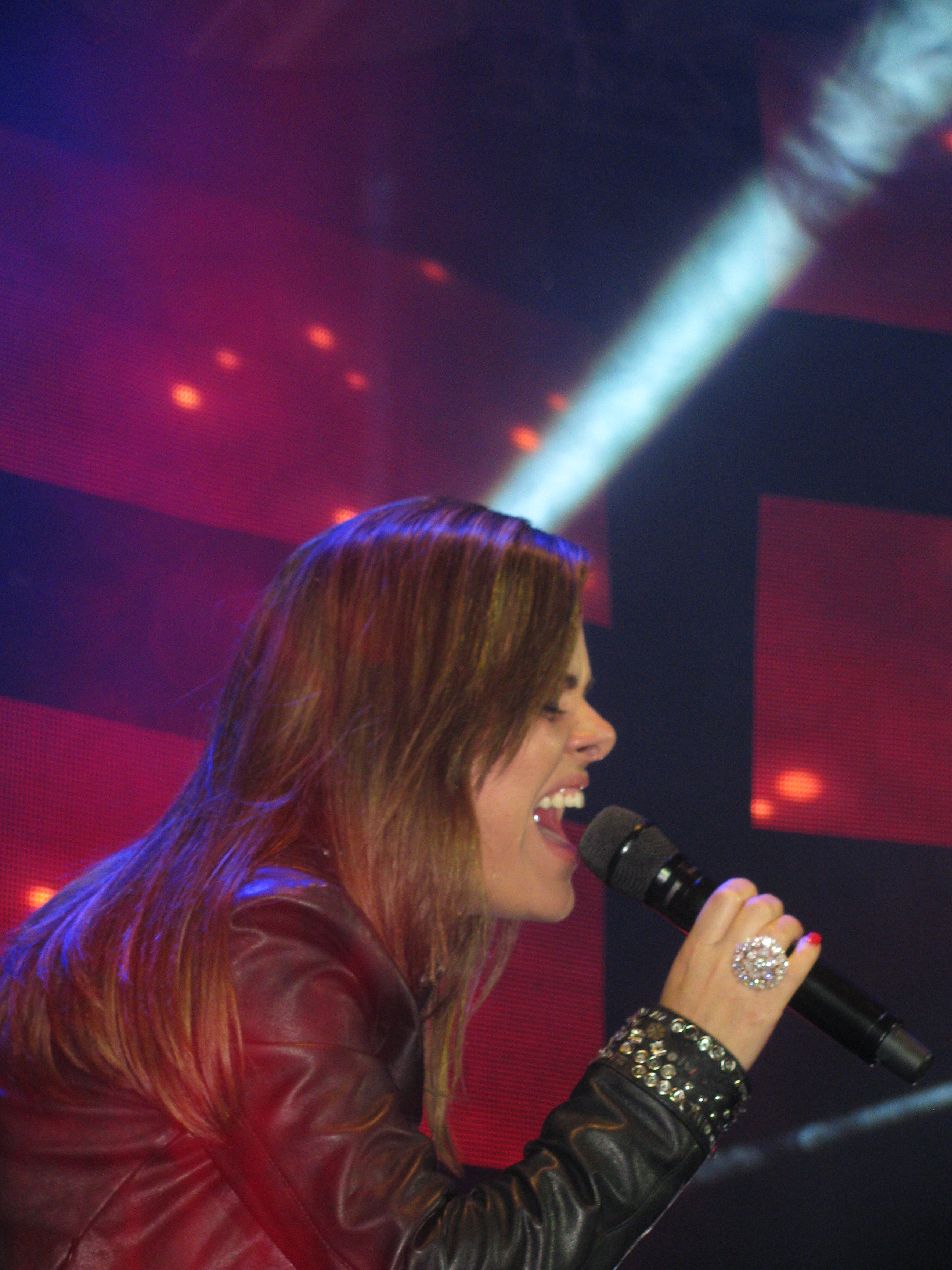
Ana Paula Valadão nel 2013.

Leader della formazione Diante do Trono, che ha venduto nel mondo più di 15 milioni di album, è considerata a livello internazionale una delle maggiori esponenti della musica evangelica latina. Ha inciso due dischi da solista.
Ana Paula è sorella di Mariana Valadão e André Valadão, ex membri del gruppo da lei fondato.

## Vita privata
Sposata con Gustavo Bessa, ha due figli maschi, Isaque e Benjamim.

## Discografia
Album da solista
- As Fontes do Amor (2009)
- Ana Paula Valadão Live In Finland (2010)

con Diante do Trono
- Diante do Trono (1998)
- Exaltado (2000)
- Águas Purificadoras (2000)
- Aclame ao Senhor (2000)
- Shalom Jerusálem (2000)
- Preciso de Ti (2001)
- Brasil Diante do Trono (2002)
- Nos Braços do Pai (2002)
- Quero Me Apaixonar (2003)
- Esperança (2004)
- Ainda Existe Uma Cruz (2005)
- Por Amor de Ti, Oh Brasil (2006)
- In the Father's Arms (2006)
- En los Brazos del Padre (2006)
- Tempo de Festa (2007)
- Príncipe da Paz (2007)
- Com Intensidade (2008)
- A Canção do Amor (2008)
- Tua Visão (2009)
- Aleluia (2010)
- Sol da Justiça (2011)
- Glória a Deus (2012)
- Creio (2012)
- Global Project: Português (2012)
- Renovo (2013)
- Tu Reinas (2014)
- Tetelestai (2015)
- Deus Reina (2015)
- Pra Sempre Teu (2016)
- Imersão (2016)
- Muralhas (2017)
- Imersão 2 (2017)
- Deserto de Revelação (2017)
- Eu e a Minha Casa (2018)
- Imersão 3 (2019)
- Outra Vez (2019)

con Crianças Diante do Trono
- Crianças Diante do Trono (2002)
- Amigo de Deus (2003)
- Quem é Jesus? (2004)
- Vamos Compartilhar (2005)
- Arca de Noé (2006)
- Samuel, O Menino Que Ouviu Deus (2007)
- Para Adorar ao Senhor (2008)
- Amigos do Perdão (2010)
- Davi (2012)
- Renovo Kids (2015)
- DT Babies (2016)